# لوكسمبورغ في الألعاب الأولمبية الصيفية 2016
نافست لوكسمبورغ في دورة الألعاب الأولمبية الصيفية 2016 في ريو دي جانيرو، البرازيل، من 05-21 أغسطس 2016.